# Grijsfilter

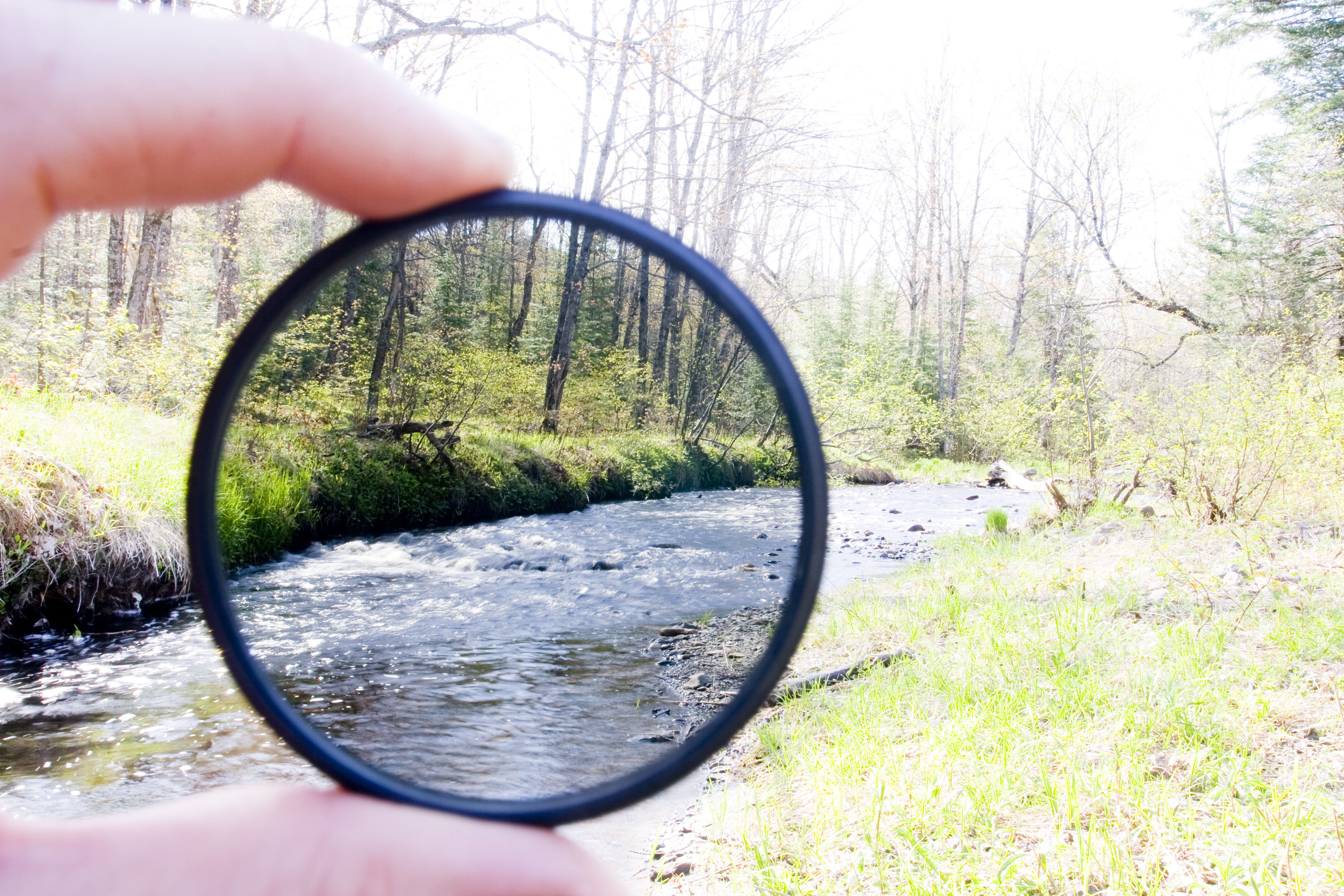
Demonstratie van het effect van een grijsfilter

Een grijsfilter, ook wel ND filter of Neutral Density filter genoemd, is een filter dat het licht over het gehele zichtbare spectrum gelijkmatig verzwakt, waardoor het filter kleurloos is. De belichting van een opname wordt door een grijsfilter verminderd.

## Toepassingen

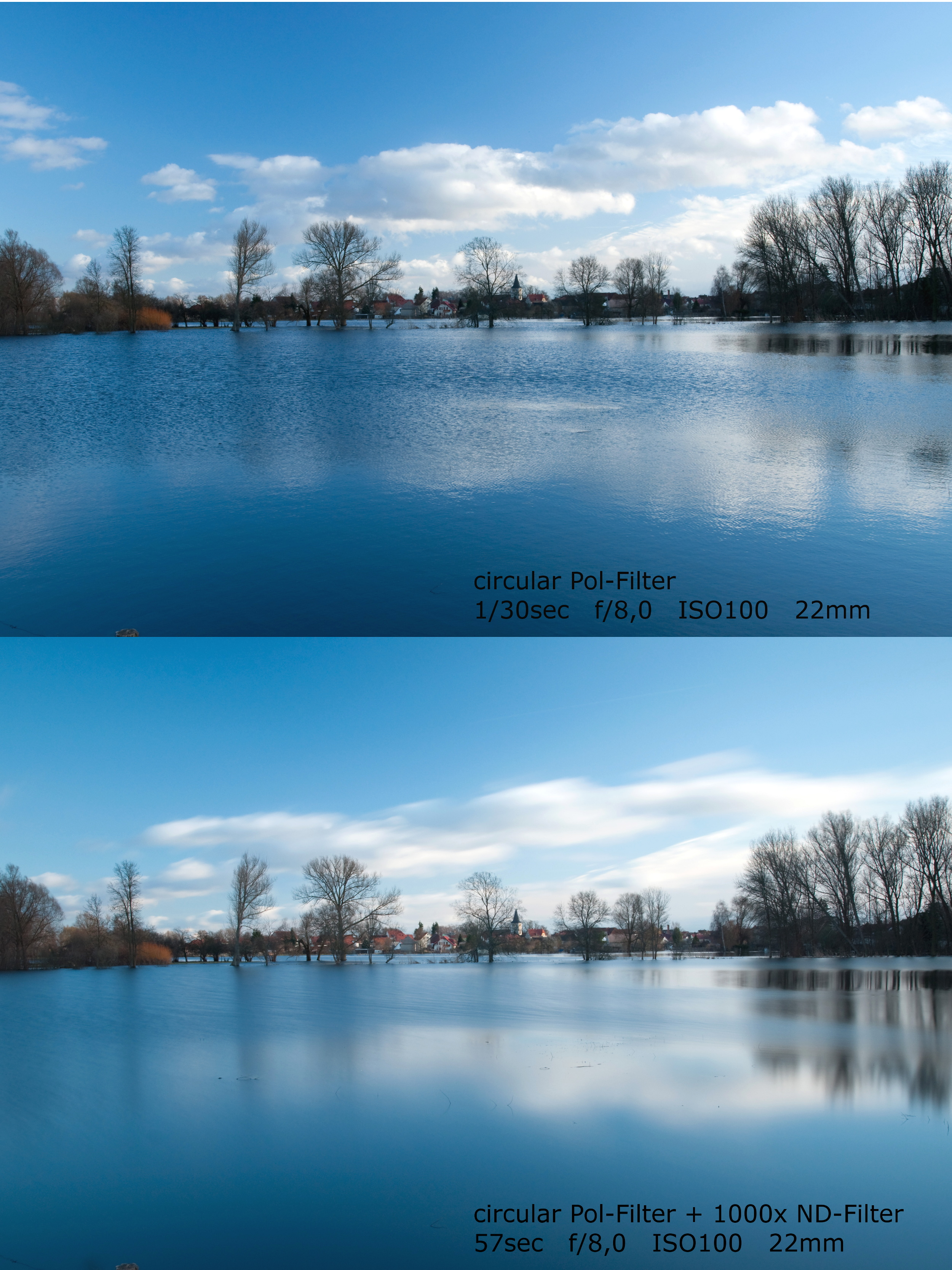
Twee foto's gemaakt met en zonder ND-filter. Op de eerste foto is het effect van uitsluitend een polarisatiefilter te zien; op de tweede foto het effect van het polarisatiefilter plus een 1000x ND-Filter (ND3.0).

Als fotografisch filter wordt een grijsfilter gebruikt om:
- op heldere dagen het licht zodanig te verzwakken dat de sluitertijd kan worden verlengd om beweging zoals het stromen van water vast te leggen;
- op heldere dagen een zeer groot diafragma te gebruiken, waardoor de scherptediepte van een foto klein kan worden gemaakt;
- op heldere dagen een diafragma te gebruiken dat verder van de diffractiegrens af ligt, wat resulteert in een scherpere foto.

Bij meetinstrumenten en beschermingsmiddelen wordt een grijsfilter gebruikt om licht met een gedefinieerde hoeveelheid te verzwakken.

## Aanduidingen
Grijsfilters worden gespecificeerd naar de demping van het licht. De aanduiding is ND, gevolgd door een getal. Hoe hoger dit getal is, des te groter de demping zal zijn.
|         | lensopening, als fractie van de geheel opengezette lens | optische dichtheid | f-stop reductie | % lichtdoorlatendheid |
| ------- | ------------------------------------------------------- | ------------------ | --------------- | --------------------- |
|         | 1                                                       | 0,0                |                 | 100%                  |
| ND.2    | 1/2                                                     | 0,3                | 1               | 50%                   |
| ND.4    | 1/4                                                     | 0,6                | 2               | 25%                   |
| ND.8    | 1/8                                                     | 0,9                | 3               | 12.5%                 |
| ND.16   | 1/16                                                    | 1,2                | 4               | 6,25%                 |
| ND.32   | 1/32                                                    | 1,5                | 5               | 3,125%                |
| ND.64   | 1/64                                                    | 1,8                | 6               | 1,563%                |
| ND.128  | 1/128                                                   | 2,1                | 7               | 0,781%                |
| ND.256  | 1/256                                                   | 2,4                | 8               | 0,391%                |
| ND.512  | 1/512                                                   | 2,7                | 9               | 0,195%                |
| ND.1024 | 1/1024                                                  | 3,0                | 10              | 0,098%                |
| ND.2048 | 1/2048                                                  | 3,3                | 11              | 0,049%                |
| ND.4096 | 1/4096                                                  | 3,6                | 12              | 0,024%                |
| ND.8192 | 1/8192                                                  | 3,9                | 13              | 0,012%                |

## Variabel ND-filter
Een variabel ND-filter bestaat uit twee polarisatiefilters die over elkaar heen kunnen draaien, waardoor de mate van lichtdemping kan worden geregeld. Een enkel variabel ND-filter kan dus een reeks van vaste ND-filters vervangen, waarmee het praktischer in gebruik is. Een extra toepassing van een variabel ND-filter is als zgn. "fader", bij het filmen. Het begin van een scène kan ermee vloeiend vanuit "zwart" worden ingedraaid en het einde vloeiend naar zwart toe worden afgesloten.
Bij variabele grijsverloopfilters worden vaak de hoogste en laagste waarde aangegeven waartussen de demping kan worden ingesteld, bijvoorbeeld ND2-400.